# 埃里克托尼俄斯 (雅典)

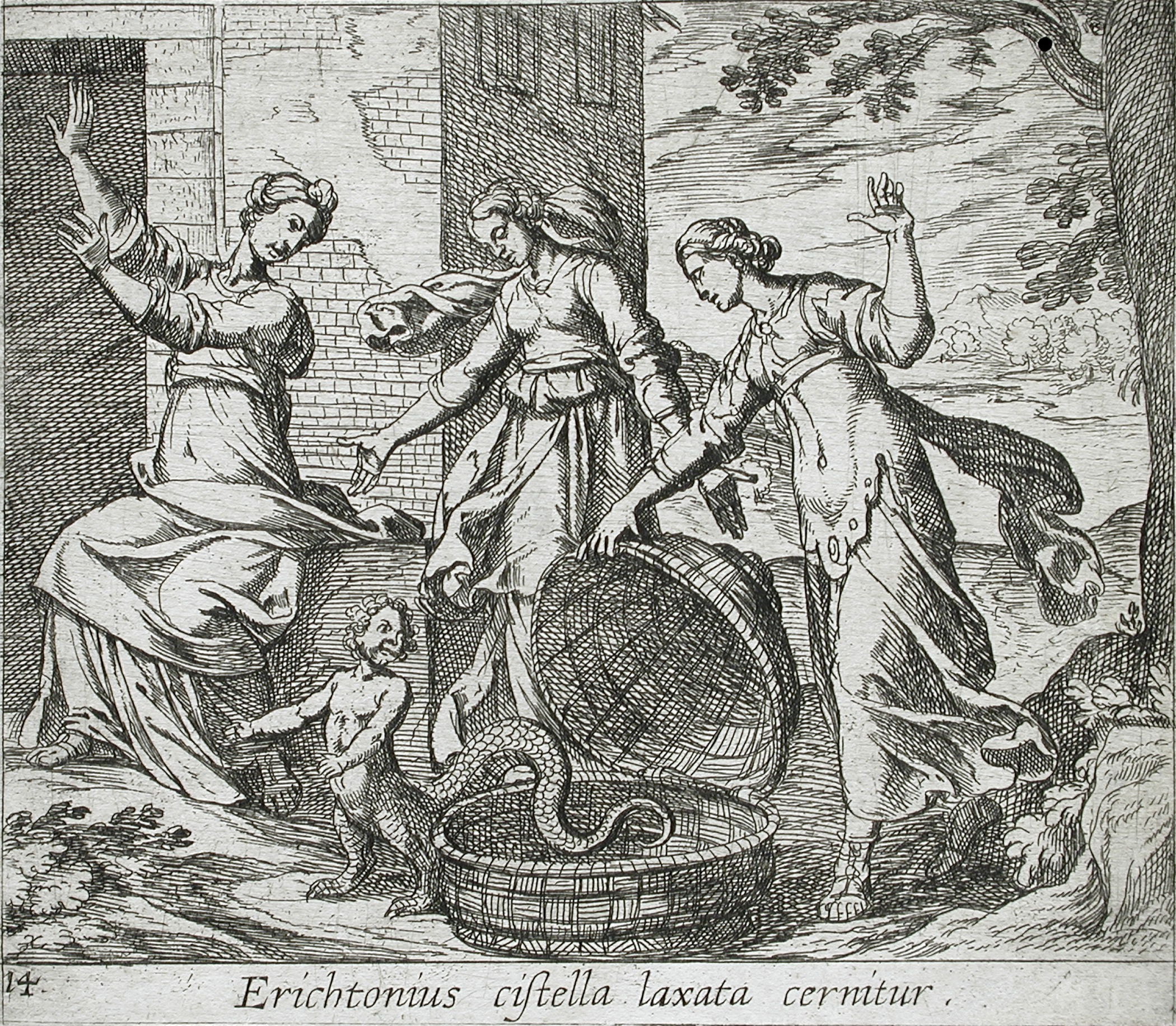
埃里克托尼俄斯畫作，坦佩斯塔所繪

埃里克托尼俄斯（希臘語：Ἐριχθόνιος）是傳說中的一位雅典國王，火神兼匠神赫菲斯托斯之子。
根據偽阿波羅多洛斯所著的《書庫》，某天雅典娜來造訪赫菲斯托斯，要求赫菲斯托斯為她鍛造一些武器。赫菲斯托斯看到雅典娜後起了慾望，試著把她引誘至自己的工坊裡；雅典娜逃跑，但赫菲斯托斯追上並且抓住了她。在兩人拉扯的過程中，赫菲斯托斯的精液落到了雅典娜腿上。驚愕的雅典娜立刻用一卷羊毛將其擦拭掉，然後隨手把羊毛扔進凡間。於是從沾有赫菲斯托斯體液的羊毛中誕生出埃里克托尼俄斯。
雅典娜將還是嬰兒的埃里克托尼俄斯裝進一個箱子裡，並交給了雅典國王凱克洛普斯的三個女兒赫爾絲（Herse）、阿格勞洛絲（Aglaurus）與潘德羅索斯（Pandrosus）撫養。長大之後，埃里克托尼俄斯趕走了安菲克堤翁成為雅典國王。他在位期間，雅典城受到雅典娜的保護，作為回饋埃里克托尼俄斯舉辦泛雅典娜節崇拜雅典娜。他的兒子潘狄翁一世在他死後繼位雅典之王。